# 愿汝堂
愿汝堂位于江西省上饶市婺源县（旧属安徽省徽州府）浙源乡虹关村。
愿汝堂作为虹关村古建群的子项目，已列为婺源县文物保护单位。